# Battaglia di Civita Castellana
La battaglia di Civita Castellana venne combattuta il 5 dicembre 1798 durante la breve invasione della Repubblica Romana giacobina, difesa dalle truppe francesi dell'Armata di Roma del generale Jean Étienne Championnet, da parte dell'esercito del Regno di Napoli guidato dal generale austriaco Karl Mack. Dopo un'avanzata iniziale fino a Roma, l'esercito napoletano, disperso lungo il fronte dal generale Mack e composto da truppe inesperte e mal preparate, venne sconfitto e respinto in tutti i settori dalle truppe francesi molto inferiori numericamente, ma combattive, agguerrite e guidate da ufficiali giovani e aggressivi.
Lo scontro decisivo di Civita Castellana del 5 dicembre 1798 vide di fronte il grosso dell'esercito napoletano contro il raggruppamento francese del generale Étienne Macdonald; l'esercito napoletano, frazionato in cinque colonne separate, venne progressivamente battuto e completamente sbaragliato dai francesi, opportunamente concentrati dall'abile generale Macdonald.
Dopo questa vittoria l'esercito napoletano si disgregò completamente e l'armata francese del generale Championnet poté avanzare agevolmente fino a Napoli dove venne costituita, con l'appoggio dei democratici filofrancesi locali, la Repubblica Partenopea.

## La seconda coalizione in Italia

### Il Regno di Napoli entra nella seconda coalizione
Dopo la disgregazione della Prima coalizione la Repubblica francese rivoluzionaria aveva ripreso un'aggressiva politica di espansione ideologica costituendo una serie di repubbliche sorelle in cui aveva organizzato governi democratici appoggiati dalla borghesia liberale filofrancese, dopo aver detronizzato le monarchie di antico regime. Nel febbraio 1798 anche lo Stato Pontificio era stato invaso e facilmente occupato dall'Armata d'Italia dell'esercito francese, il papa Pio VI era stato costretto a rifugiarsi a Siena ed era stata costituita una Repubblica Romana giacobina, difesa dalla nuova Armata di Roma francese.
La presenza di questa nuova repubblica democratica e delle truppe francesi sul confine settentrionale, provocava grandi preoccupazioni nella monarchia borbonica del Regno di Napoli guidata dal re Ferdinando IV e soprattutto dalla combattiva e fortemente antirivoluzionaria e antifrancese regina Maria Carolina. Il Regno di Napoli, dominato dalle correnti politiche reazionarie e dalla nobiltà clericale, temeva possibili aggressioni e inoltre la notizia di una spedizione mediterranea dell'armata francese del generale Napoleone Bonaparte fece temere anche una invasione via mare; fin dal maggio 1798 il regno aveva concluso con l'Impero austriaco un trattato di alleanza difensiva.
L'arrivo a Napoli della flotta dell'ammiraglio Horatio Nelson, reduce dalla vittoria navale nella battaglia del Nilo del 1º ottobre 1798 contro le navi francesi che avevano trasportato l'esercito del generale Bonaparte in Egitto, provocò una svolta della situazione, accolto trionfalmente nel porto di Napoli, l'ammiraglio insieme all'ambasciatore britannico William Hamilton e alla moglie di quest'ultimo Emma Hamilton, convinsero i sovrani del regno a prendere l'iniziativa ed aderire al sistema di alleanze antifrancese della seconda coalizione che era in costituzione. Il 29 novembre e il 1º dicembre 1798 il Regno di Napoli strinse formali alleanze con Russia e Gran Bretagna e vennero stabiliti accordi di collaborazione militare concreta in Italia. In precedenza era arrivato nel regno, su richiesta all'Austria del re Ferdinando IV, il generale austriaco Karl Mack a cui fu assegnato il compito di organizzare e dirigere un'offensiva contro la Repubblica Romana e le truppe francesi che vi si trovavano. L'esercito napoletano attraversò il confine il 23 novembre 1798.

### Invasione della Repubblica Romana

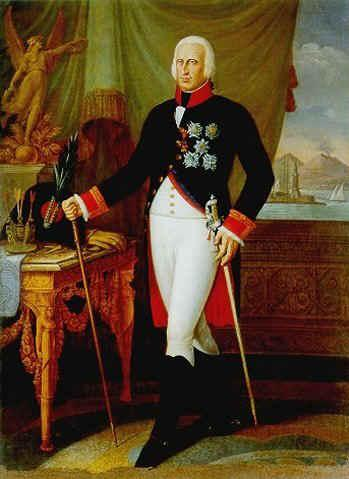
Il re di Napoli Ferdinando IV.

Il generale Mack appariva pienamente fiducioso sulle prospettive dell'offensiva; l'esercito napoletano, rinforzato nelle ultime settimane da numerose migliaia di reclute, era costituito da oltre 60 000 soldati, in gran parte inesperti e poco addestrati ma che superavano numericamente le truppe francesi dell'Armata di Roma che contava non più di 15 000 uomini. Il comandante austriaco tuttavia non avanzò mantenendo concentrate le sue cospicue forze ma al contrario organizzò una serie di distaccamenti ampiamente dispersi e mal collegati per avanzare in tutte le direzioni. Sulla costa adriatica avanzò il generale Micheroux con 7 000 soldati, verso Rieti e Terni il generale Sanfilippo con 4 000 uomini, lungo la via Appia il generale Demas con 8 000 soldati; mentre il generale Mack prese il comando della colonna principale destinata a marciare su Roma lungo la via Latina, infine un corpo di 6 000 soldati venne sbarcato a Livorno al comando del generale Naselli.

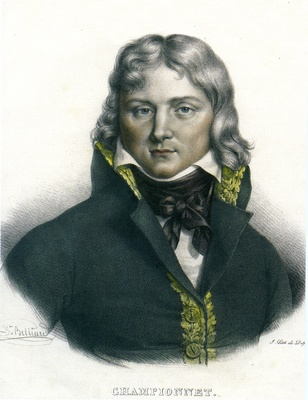
Il generale francese Jean Étienne Championnet, comandante dell'Armata di Roma.

Il generale Jean Étienne Championnet aveva assunto il comando della Armata di Roma da soli otto giorni nel momento dell'inizio dell'invasione napoletana e in un primo momento inviò un messaggio al generale Mack per chiedere chiarimenti sulle sue intenzioni; avendo ricevuto una risposta ultimativa dal suo avversario che richiedeva l'evacuazione della Repubblica Romana, il generale francese prese subito una serie di decisioni per fronteggiare la situazione. La notte del 25 novembre egli quindi evacuò Roma, lasciando solo circa 1 000 soldati a guardia di Castel Sant'Angelo e si trasferì con i consoli della repubblica a Perugia.
Il comandante dell'Armata di Roma riuscì a prendere subito il controllo della situazione e organizzare una serie di movimenti delle sue truppe per effettuare la concentrazione e sbarrare le direttrici dell'avanzata nemica. Il corpo principale da battaglia, al comando del generale Étienne Macdonald, venne quindi ritirato anch'esso da Roma e dalla zona del Circeo dove era dislocato, e dopo essere stato raggruppato, venne schierato sulla posizione di Civita Castellana con avanguardie a Nepi e Rignano. Al centro le deboli forze del generale Louis Lemoine, posizionate a Rieti, furono ritirate metodicamente verso Terni dove avrebbero dovuto resistere per mantenere i collegamenti tra le due ali dell'armata. A sud di Ancona rimasero i 3 000 soldati del generale Guillaume Duhesme con l'ordine di difendere la linea del fiume Tronto.
Le truppe napoletane, avanzando senza incontrare resistenza dopo la ritirata strategica dei francesi, entrarono a Roma il 27 novembre, in un'atmosfera di violenza e confusione e lo stesso re Ferdinando fece il suo ingresso nella capitale, ma dal punto di vista tattico i piani del generale Mack dimostrarono subito i loro difetti. Le colonne minori napoletane andarono incontro a dei gravi insuccessi: a sud di Fermo le truppe del generale Micheroux vennero fermate e sconfitte dai francesi guidati dai generali Mounier, Rusca e Capabianca e si ritirarono in disordine, mentre il generale Sanfilippo, dopo essere entrato senza opposizione a Rieti, venne contrattaccato e battuto nella battaglia di Terni dal generale Lemoine, rinforzato dal reparto del generale Simon Dufresse; i Napoletani ripiegarono in disordine prima di nuovo su Rieti e poi su Tivoli.

## La battaglia

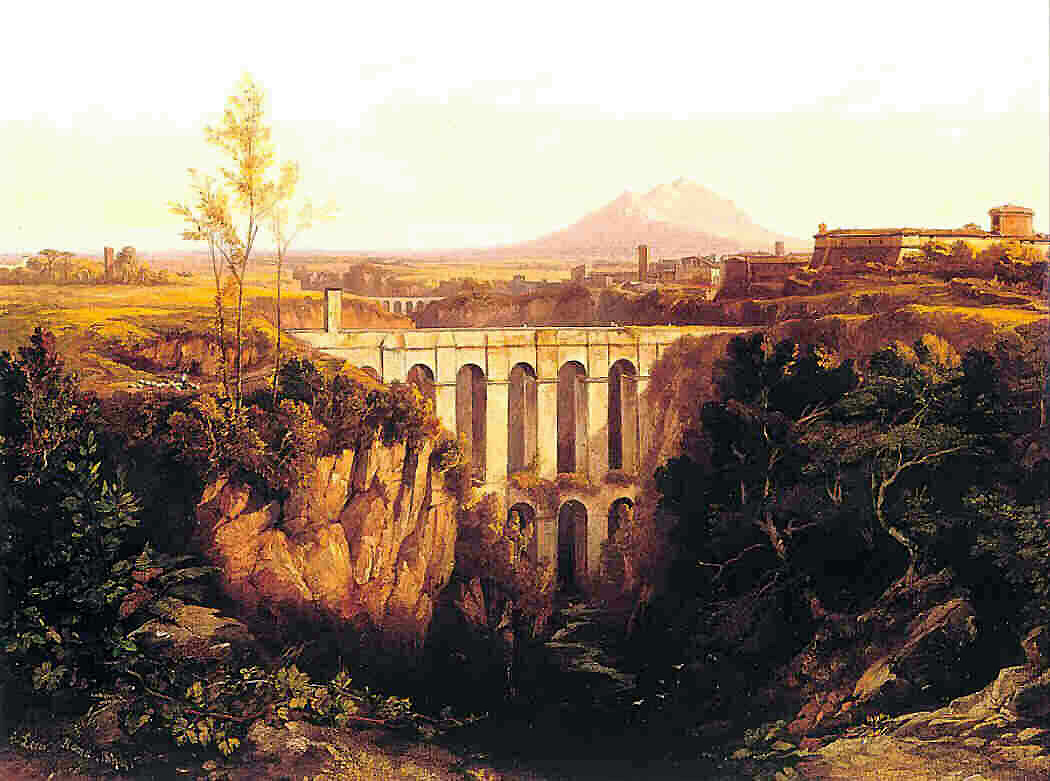
La fortezza e il burrone di Civita Castellana.

Sfruttando le incertezze e gli errori del suo avversario, il generale Championnet poté quindi effettuare con successo il concentramento delle sue forze; mentre egli si portava personalmente a Terni per stabilire il suo quartier generale e controllare la situazione con le truppe di riserva, il raggruppamento più forte di circa 8 000 uomini al comando del generale Étienne Macdonald occupava saldamente il settore di Civita Castellana. Il generale Macdonald presidiava l'importante posizione tattica e la fortezza con le sue truppe che comprendevano anche i soldati della Legione Romana del generale Francesco Pignatelli Strongoli e i reparti polacchi del generale Karol Kniaziewicz; egli organizzò la sua posizione tra Civita Castellana, Nepi e Rignano per fronteggiare un attacco da sud-ovest e coprire le retrovie dell'armata a Terni.

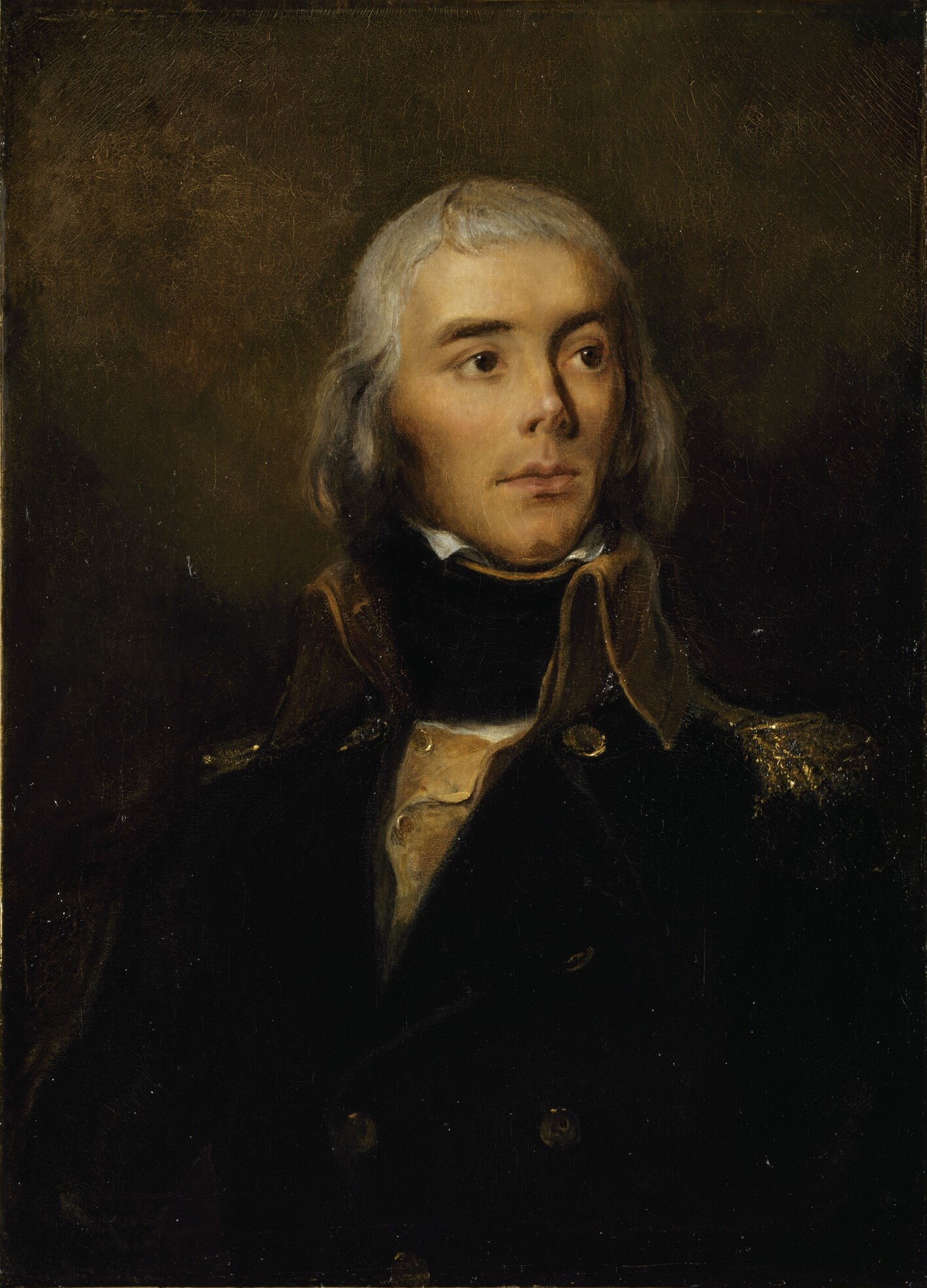
Il generale Étienne Macdonald, comandante francese alla battaglia di Civita Castellana.

Il 5 dicembre 1798 Il generale Mack condusse in modo confuso l'attacco alla posizione del generale Macdonald a Civita Castellana; con le sue notevoli forze, 35 000 soldati e numerosa artiglieria, organizzò cinque colonne separate che partendo dal settore di Bracciano avanzarono verso nord-est senza mantenere la coesione e intervenendo nella battaglia in modo disordinato e intempestivo. Le truppe napoletane inoltre erano in precarie condizioni a causa di difficoltà di rifornimento, mentre nelle retrovie il comando trattenne grandi quantità di materiali e vettovagliamento che rimasero inutilizzati e vennero abbandonati dopo i combattimenti. I reparti napoletani entrarono in azione in tempi diversi: le colonne principali centrali intorno a mezzogiorno, mentre le colonne dell'ala sinistra nel tardo pomeriggio; una delle colonne di destra non riuscì neppure ad attraversare un torrente che copriva le posizioni francesi e si limitò a cannoneggiare le linee nemiche prima di ritirarsi. Il generale Macdonald poté quindi sconfiggere in successione le diverse colonne nemiche e controllare la situazione concentrando opportunamente le sue deboli forze nei settori di attacco.
L'attacco principale napoletano, guidato da generale Mack con 8 000 uomini da Monterosi in direzione di Nepi, venne sferrato nella tarda mattinata; il generale Macdonald aveva schierato davanti a Nepi la sua avanguardia con tre squadroni di cavalleria, due cannoni e tre battaglioni di fanteria della 11ª e 15ª demi-brigade che, al comando del generale François Étienne Kellermann, affrontarono il nemico, passarono all'attacco e lo sbaragliarono completamente. I Napoletani ebbero 400 morti, persero 15 cannoni e 2 000 prigionieri e ripiegarono confusamente verso Monterosi dove i francesi arrivarono in serata e dove raccolsero un grande bottino di materiali abbandonati dal nemico. La seconda colonna napoletana, che sulla destra cercava di progredire attraverso Rignano lungo la vecchia strada di Roma, venne invece intercettata dal battaglione di fanteria della 15ª demi-brigade del colonnello Lahur e facilmente respinta. 

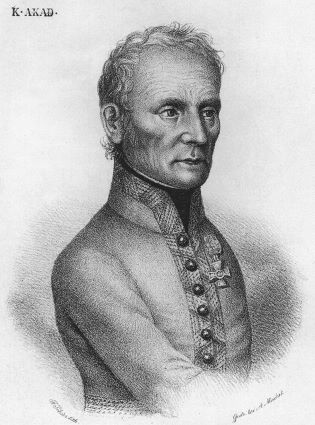
Il generale austriaco Karl Mack, comandante delle truppe napoletane.

Le colonne di sinistra del Regno di Napoli, ottomila soldati al comando del maresciallo di Sassonia, arrivarono sul campo di battaglia solo quasi al tramonto, a causa di gravi ritardi e indecisioni, marciando dal bosco di Falerii in una sola fila senza avanguardia per individuare il nemico e con i materiali del traino frammischiati alle truppe. Il comandante venne messo al corrente della disfatta delle altre colonne del generale Mack ancor prima del combattimento e aveva preso la decisione di ripiegare a sua volta quando venne attaccato da tre battaglioni di fanteria francesi della 30ª demi-brigade con tre cannoni e due squadroni di cavalleria che sbaragliarono subito la testa della colonna. Nei reparti francesi combatterono con valore i Polacchi e gli Italiani e il generale Kniaziewicz guidò l'attacco. La disgregazione della testa della colonna provocò rapidamente il crollo dell'intero corpo di truppe che, senza spiegarsi contro il nemico, ripiegò subito in rotta, il maresciallo di Sassonia rimase ferito mentre tentava di controllare la ritirata. I Francesi inseguirono il nemico in rotta fino a Falerii e catturarono otto cannoni e cinquanta prigionieri.
Al cader della notte del 5 dicembre 1798 il generale Macdonald era vittorioso in tutti i settori; con pochissime perdite, le truppe francesi, che avevano mostrato grande aggressività, avevano sbaragliato un nemico molto più numeroso ma dimostratosi inesperto, mal comandato e dal debole morale. I francesi avevano conquistato tutte le posizioni del nemico, catturato un notevole bottino e i reparti napoletani erano in ripiegamento confuso.
Il generale Mack, sconcertato dal totale fallimento dei suoi piani e dalla grave disfatta, decise di ripiegare a Cantalupo e fece ritirare una parte delle truppe oltre il Tevere. Non era ancora rassegnato alla sconfitta e progettava di sferrare un nuovo attacco verso il centro del fronte nemico.

## Conseguenze
La nuova manovra del generale Mack si concluse con un altro disastro; la colonna al comando del generale Metch che con 6 000 uomini avrebbe dovuto aggirare la posizione del generale Macdonald attraverso le montagne del subappennino a ridosso della Valle del Tevere fino a Otricoli, mentre i resti dell'esercito sconfitto rimanevano a Cantalupo, venne a sua volta intercettata dai francesi. Il generale Macdonald, lasciate deboli forze a Civita Castellana, con il grosso si diresse a Otricoli dove sbaragliò anche le truppe del generale Metch che si ritirarono in disordine fino a Calvi dell'Umbria dove vennero circondate dal reparto del generale Mathieu e costrette alla resa il 9 dicembre 1798. Il generale Macdonald ebbe parole di disprezzo per lo scarso valore delle truppe nemiche e per le brutalità commesse a Otricoli prima della loro disfatta.
Appresa la notizia della catastrofe a Calvi, il generale Mack decise quindi di iniziare la ritirata generale che degenerò in rotta disordinata: egli non seppe condurre nemmeno la fase di ripiegamento, abbandonò Roma e si diresse in un primo tempo ad Albano Laziale senza cercare di ricollegarsi con il corpo del generale Roger de Damas che, rimasto a nord-est di Roma, dovette trovare rifugio nella maremma toscana, ripiegò su Orbetello e concluse un accordo di evacuazione da Porto Santo Stefano, dopo aver abbandonato le artiglierie. Entro il 13 dicembre l'armata francese aveva vinto sette diversi combattimenti, tra cui la battaglia principale di Civita Castellana, catturato 10 000 prigionieri, trenta cannoni, nove bandiere, grandi quantità di materiali; le truppe nemiche inoltre avevano avuto 1 000 morti e 900 feriti.
L'esercito napoletano si disgregò nella ritirata, non oppose resistenza e il generale Championnet, preso il comando diretto del suo esercito poté avanzare senza difficoltà verso sud; le truppe francesi entrate nel Regno di Napoli, devastarono e saccheggiarono il territorio, abbandonandosi a gravi violenze, e raggiunsero Napoli il 23 gennaio 1799 dove entrarono con la collaborazione dei democratici locali e schiacciarono la resistenza dei lazzari legittimisti e clericali. La Repubblica Partenopea, costituita dalla borghesia democratica e liberale napoletana favorevole ai francesi, avrebbe iniziato la sua breve esistenza fino alla drammatica caduta del giugno 1799.